# Spalax uralensis
Spalax uralensis is een zoogdier uit de familie van de Spalacidae. De wetenschappelijke naam van de soort werd voor het eerst geldig gepubliceerd door Tiflov & Usov in 1939.

## Voorkomen
De soort komt voor in Kazachstan.